# Авваль
Авваль (араб. أوّل — первая) — мечеть в Кейптауне, старейшая мечеть в ЮАР.

## История
Мечеть была построена на Дорп-стрит в 1798 году на земле, принадлежащей освобожденному рабу Коридон ван Цейлону. 
В 1807 году среди прихожан мечети возник спор о том, кто будет имамом мечети. Часть прихожан покинула мечеть Авваль и построила мечеть Палм Три на Лонг-стрит.